# 羅馬騎兵

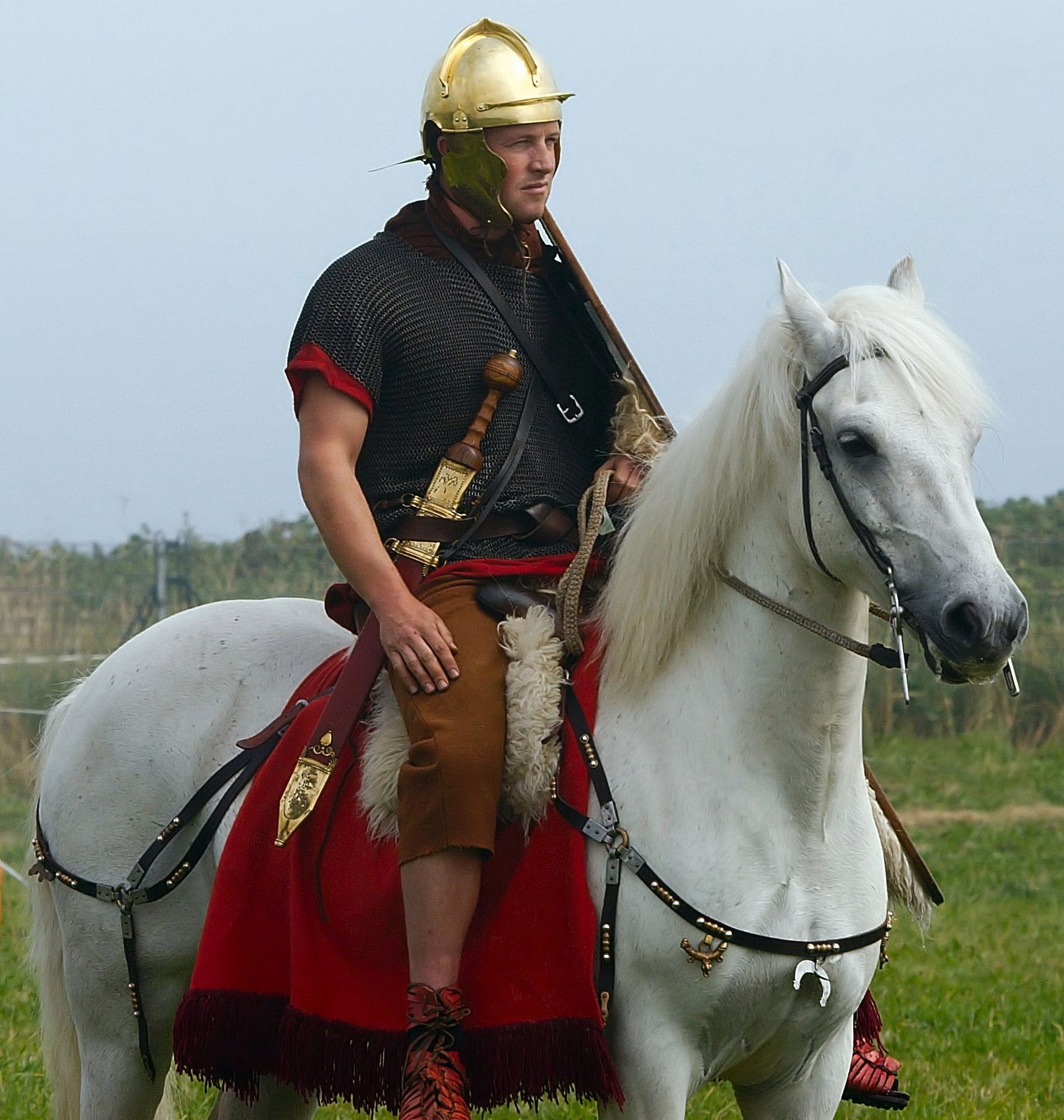
現代軍事重演活動中的羅馬騎兵

在羅馬軍隊中，羅馬騎兵（拉丁語：equites Romani）是以騎馬作戰的兵種。這個兵種曾經存在數個世紀，據說最早由羅慕路斯建立。

## 歷史
羅馬騎兵最早可能可以追溯到羅馬建國者羅慕路斯的時代，據說他建立了300人的騎兵軍團，稱為賽拉瑞斯（Celeres） ，作為他的護衛。